# Ablator
Ablator is een geslacht van uitgestorven spinnen uit de  familie Phrurolithidae.

## Uitgestorven soorten
- † Ablator biguttatus Wunderlich, 2004
- † Ablator curvatus Wunderlich, 2004
- † Ablator deminuens Wunderlich, 2004
- † Ablator depressus Wunderlich, 2004
- † Ablator duomammillae Wunderlich, 2004
- † Ablator felix (Petrunkevitch, 1958)
- † Ablator inevolvens Wunderlich, 2004
- † Ablator longus Wunderlich, 2004
- † Ablator nonguttatus Wunderlich, 2004
- † Ablator parvus Wunderlich, 2004
- † Ablator plumosus (Petrunkevitch, 1950)
- † Ablator robustus Wunderlich, 2004
- † Ablator scutatus Wunderlich, 2004
- † Ablator splendens Wunderlich, 2004
- † Ablator triguttatus (C. L. Koch & Berendt, 1854)